# ملکه قلب‌ها (فیلم ۲۰۱۹)
ملکه قلب‌ها (به انگلیسی: Queen of Hearts)، یک فیلم دانمارکی در ژانر درام به کارگردانی مای الطوخی است که در سال ۲۰۱۹ اکران شد. این فیلم نخستین بار در ژانویه ۲۰۱۹ و در جشنواره فیلم ساندنس اکران شد و و نقدهای مثبتی کسب کرد. ترینه دورهلم، گوستاو لیند و ماگنوس کرپر از جمله ستارگان فیلم هستند. 
ملکه قلب‌ها به عنوان نماینده سینمای دانمارک در رشته بهترین فیلم خارجی‌زبان در نود و دومین دوره جوایز اسکار معرفی شد اما نتوانست به فهرست نهایی راه پیدا کند.

## داستان فیلم
فیلم دربارهٔ زن میانسالی است که حرفهٔ او توانبخشی و مداخله در دادگاه، به نفع نوجوانانی است که مورد سوء استفاده جنسی یا ضرب و شتم خانواده و جامعه قرار می‌گیرند و داستان فیلم در حقیقت پارادوکس و تناقض در حرف و عمل است.
زن فیلم به همراه دو دختر خردسالش، همسر دوم مردی است که از زن قبلی خود یک پسر نوجوان دارد که به دلیل طلاق، دچار اختلال و اخراج از مدرسه شده‌است. پدر تصمیم می‌گیرد برای تعطیلات پسرش را به خانه خود بیاورد. پسر ابتدا از خانه دزدی می‌کند ولی زن که متوجه می‌شود، تصمیم می‌گیرد کسی را مطلع نکند. اینکار زن باعث اعتماد پسر می‌شود و رفتارش به کلی با خانواده و دختران کوچک، عوض می‌شود. پسر روزی با دختری آشنا می‌شود و او را به منزل میاورد و با او رابطه جنسی برقرار می‌کند و زن فیلم که دچار کار زدگی همسر خود است تحریک شده، کم‌کم و بر اثر غلبه شهوت به پسر که هنوز به سن قانونی نرسیده، نزدیک می‌شود و با او در چند مرحله، رابطه جنسی برقرار می‌کند. پسر دوست دختر خود را فراموش کرده و وابسته مادر ناتنی خود می‌شود. روزی یکی از اقوام به این رابطه پی می‌برد. زن که حالا زندگی خود را در خطر می‌بیند، پسر را از خود می‌راند و با اینکار باعث سرگشتگی پسر نوجوان و بروز اختلالات مجدد وی می‌شود. پدر از همه جا بیخبر پسرش را با خود به کلبه ای جنگلی می‌برد تا با او تنها شده و صحبت کند. پسر رابطه خود را با نامادریش را با جزئیات اعتراف می‌کند و پدر، پسرش را به مدرسه شبانه‌روزی می‌فرستد و داستان را با همسرش در میان می‌گذارد ولی زنش انکار می‌کند. مرد پسرش را رو در رو با نامادریش می‌کند و اینجاست که زن به‌جای اظهار ندامت و پشیمانی، داستان دزدی پسر را رو می‌کند و پسر را از خانواده طرد می‌کند. پسر نوجوان که هیچ‌کس حرف راست او را قبول نمی‌کند. در شبی سرد به طرف کلبه حرکت می‌کند و بر اثر یخزدگی می‌میرد.

## بازسازی
کاترین بریا، فیلم‌‌‌ساز مولف فرانسوی در سال ۲۰۲۳ نسخه‌‌ی بازسازی شده این اثر را با بازی لیا دروکر ساخت. این فیلم با عنوان تابستان گذشته برای نخستین‌‌بار در هفتاد و ششمین جشنواره فیلم کن به روی پرده رفت.